# درگیری در ورزشگاه ساریا
درگیری در ورزشگاه ساریا (اسپانیایی: Una paliza en el estado Sarría‎) فیلم کمدی محصول ونزوئلا ساخته سال ۱۸۹۷ می‌باشد.